# Acid pimelic
Acidul pimelic (nume IUPAC: acid heptandioic) este un compus organic din clasa acizilor dicarboxilici cu formula HOOC-(CH2)5-COOH. Unii derivați ai acidului pimelic participă la biosinteza aminoacidului numit lizină. Acidul pimelic poate fi sintetizat pornindu-se de la ciclohexanonă și de la acidul salicilic.